# Impacte ambiental de la fracturació hidràulica
La pràctica de la fracturació hidràulica, utilitzada per a l'extracció de gasos, està al centre d'intensos debats sobre l'ús del sòl, el consum d'aigua, les emissions a l'aire, incloses les emissions de metà, les pèrdues de salmorra i fluids de fracturació, la contaminació de l'aire i l'aigua, la contaminació acústica i els impactes sobre la salut humana. La investigació ha indicat clarament que la contaminació de l'aigua i l'aire constitueixen l'amenaça més gran per a la salut d'aquesta pràctica. La gestió responsable és essencial per mitigar els impactes negatius. Seguir estrictament els procediments reglamentaris i de seguretat és essencial per evitar més danys ambientals.
Els fluids utilitzats per a la fracturació hidràulica inclouen plantes i altres substàncies potencialment nocives, que poden incloure productes químics tòxics. Als Estats Units, aquests additius poden ser considerats secrets comercials per empreses que els utilitzin. La manca de coneixement sobre productes químics específics ha complicat els esforços per desenvolupar polítiques de gestió de riscos i estudiar els efectes sobre la salut. En altres jurisdiccions, com el Regne Unit, aquests productes químics s'han de divulgar públicament i s'imposen restriccions per garantir que les seves aplicacions no siguin perjudicials.
L'ús d'aigua per fracturació hidràulica pot ser un problema en zones que presenten escassetat d'aigua. L'aigua superficial pot estar contaminada per abocaments i fosses de residus construïdes i mantingudes de manera inadequada, en les jurisdiccions on es permeti. A més, l'aigua subterrània pot estar contaminada, ja que es poden escapar fluids de formació durant la fracturació hidràulica. Tot i això, la possibilitat de contaminació de les aigües subterrànies per la migració ascendent del líquid fracturant és insignificant, fins i tot a llarg termini. Per gestionar l'aigua produïda, és a dir, l'aigua que torna a la superfície després de la fractura hidràulica, s'apliquen diverses estratègies. Aquests inclouen la injecció subterrània, el tractament d'aigües residuals municipals i comercials i el reciclatge d'aigua per al seu ús futur en pous. S'ha de tenir en compte el risc potencial d'infiltració de metà a les aigües subterrànies i a l'aire, tot i que cal assenyalar que les fuites de metà són un problema més important en els pous més antics que en els construïts d'acord amb la normativa més recent. Aquestes consideracions posen de manifest la necessitat d'adoptar enfocaments responsables i sostenibles en la gestió dels recursos hídrics en el context de la fracturació hidràulica, equilibrant la necessitat energètica amb la protecció del medi ambient i dels recursos hídrics locals.
La fracturació hidràulica provoca una sismicitat induïda anomenada esdeveniments microsísmics. La magnitud d'aquests esdeveniments és massa petita per detectar-se a la superfície, normalment de magnitud M-3 a M-1. Tot i això, els pous d'eliminació de fluids (que s'utilitzen sovint als EUA per a eliminar els residus contaminats de diverses indústries) han estat els responsables de terratrèmols més significatius, de fins a 5,6 M a Oklahoma i altres estats.
Els governs mundials estan desenvolupant marcs reguladors per avaluar i gestionar els riscos ambientals i per a la salut relacionats amb la fracturació hidràulica, treballant sota pressions competidores de la indústria i els grups antifracking. En alguns països com França s'ha afavorit un plantejament de precaució i s'ha prohibit la fracturació hidràulica. El marc regulador del Regne Unit es basa en la conclusió que els riscos associats a la fracturació hidràulica són manejables si es realitzen sota regulació efectiva i si s'implementen bones pràctiques operatives.

## Emissions de l'aire
El 2012 es va elaborar un informe a la Unió Europea sobre els possibles riscos. Els possibles riscos són "emissions de metà dels pous, fums dièsel i altres contaminants perillosos, precursors d'ozó o olors d'equips de fracturació hidràulica, com compressors, bombes i vàlvules". També gasos i fluids de fracturació hidràulica dissolts en aigua de flux comporten riscos d'emissions a l'aire. Un estudi, realitzat en un lloc de fracking, va mesurar diversos contaminants atmosfèrics setmanalment durant un any entorn del desenvolupament d'un pou de gas fracturat i va detectar hidrocarburs de no metà, clorur de metilen (un dissolvent tòxic) i hidrocarburs aromàtics policíclics. S'ha demostrat que aquests contaminants afecten els fetus.
La relació entre la fracturació hidràulica i la qualitat de l'aire pot influir en malalties respiratòries agudes i cròniques, inclosa l'agudització de l'asma (induïda per partícules a l'aire, l'ozó i l'escapament dels equips utilitzats per a la perforació i el transport) i la MPOC. Per exemple, les comunitats sobre la formació de Marcellus mostren freqüències més altes d'asma. Els nens, adults joves actius que passen el temps a l'aire lliure i la gent gran són especialment vulnerables. L'OSHA també ha suscitat preocupacions sobre els efectes respiratoris a llarg termini de l'exposició ocupacional a sílice a l'aire en llocs de fracturació hidràulica. La silicosi es pot associar a malalties autoimmunitàries.